# Esztergomi kistérség

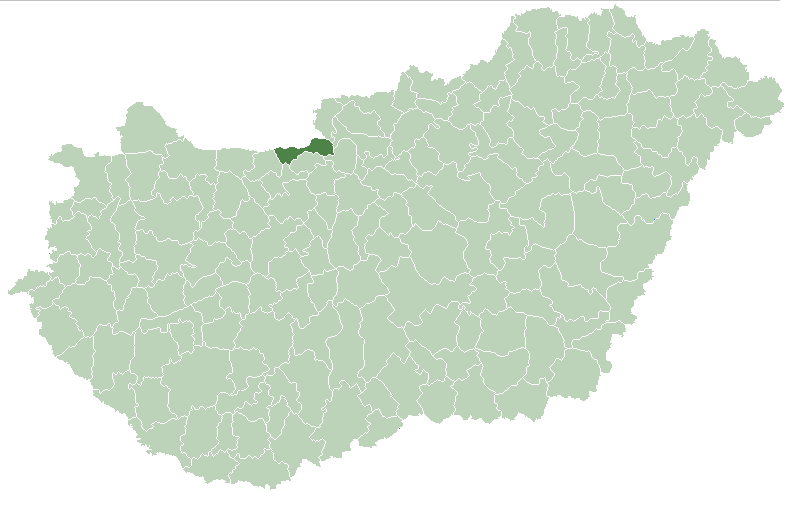
Az Esztergomi kistérség

Az Esztergomi kistérség kistérség volt Komárom-Esztergom megyében 2012-ig, a Közép-Dunántúli Régióban, Esztergom székhellyel. Lakónépessége 2009. január 1-jén 56 840 fő volt, területe 304,86 km². Három városa volt, ezek Esztergom, Nyergesújfalu és Lábatlan. 1997-ben vált ki belőle a Dorogi kistérség. 2013 óta települései a Dorogi kistérség településeivel együtt alkotják az Esztergomi járást.

## Települései
| Bajót         | Dömös      | Esztergom | Lábatlan | Mogyorósbánya |
| Nyergesújfalu | Pilismarót | Süttő     | Tát      |               |

## Fekvése, közlekedése

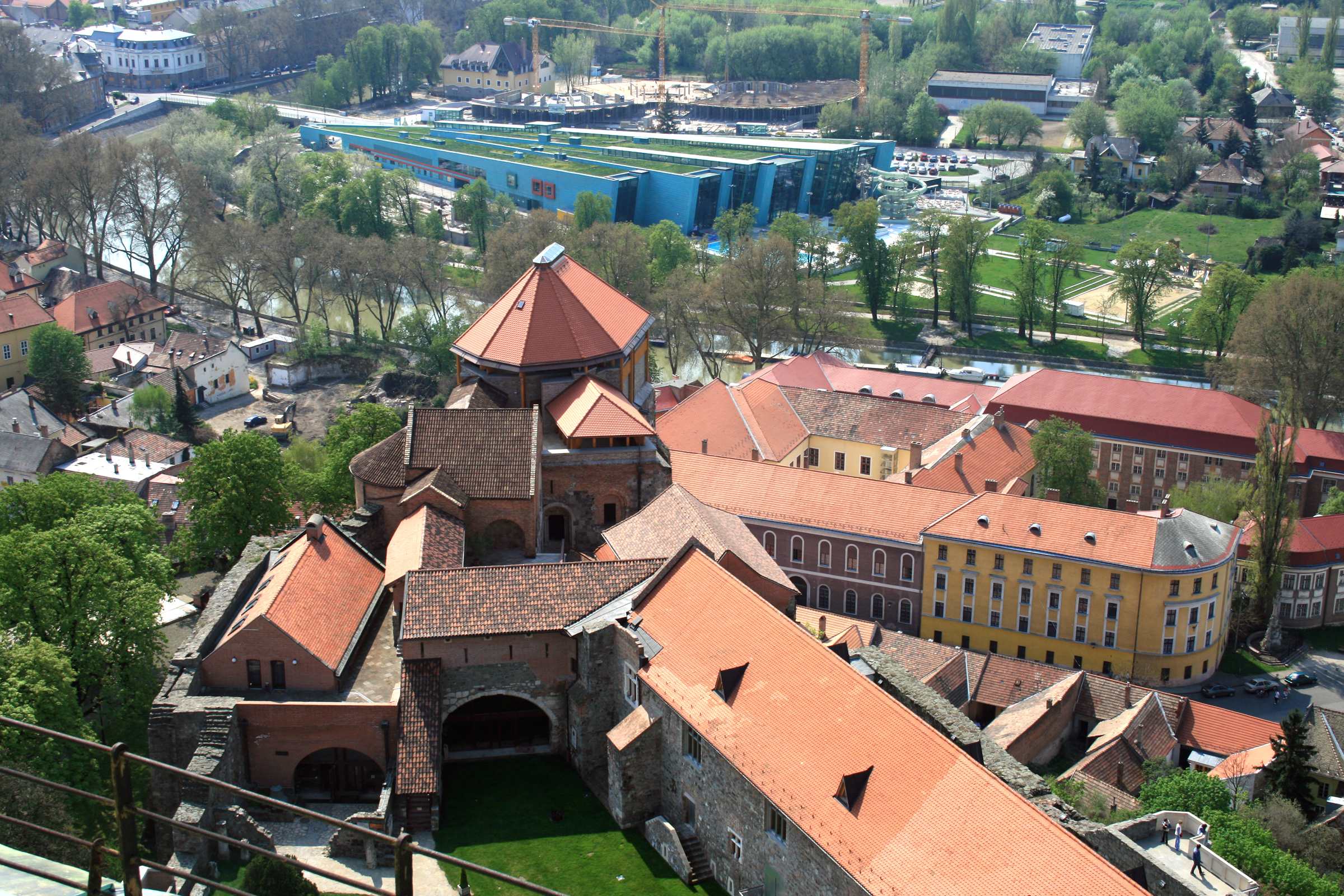
Esztergom vára

Komárom-Esztergom megye északkeleti részén feküdt. Északról a Duna határolta.
Bajót és Mogyorósbánya kivételével a települések a 11-es és a 10-es főközlekedési
utak mentén láncszerűen helyezkednek el. Ez a belterületeken nagy
közúti átmenő forgalmat eredményez, a levegőminőség és a zaj szempontjából jelentős környezetterhelést okozva.
A kistérség fő vasútvonala az Esztergom-Budapesti, illetve a Almásfüzítő-Esztergomi voltak. A vasúti teher és személyszállításnak nem volt jelentős szerepe a kistérségen belül.
Hiányzik a szlovák-magyar vasúti kapcsolat, valamint szükséges lenne egy kamion forgalomra is alkalmas híd.
Az 50 km-es Duna szakasz ellenére a vízi közlekedésnek nincs jelentősége a térségben.
Kikötők a kirándulóhajók részére Esztergomban és Dömösön kerültek kialakításra.

## Gazdasága

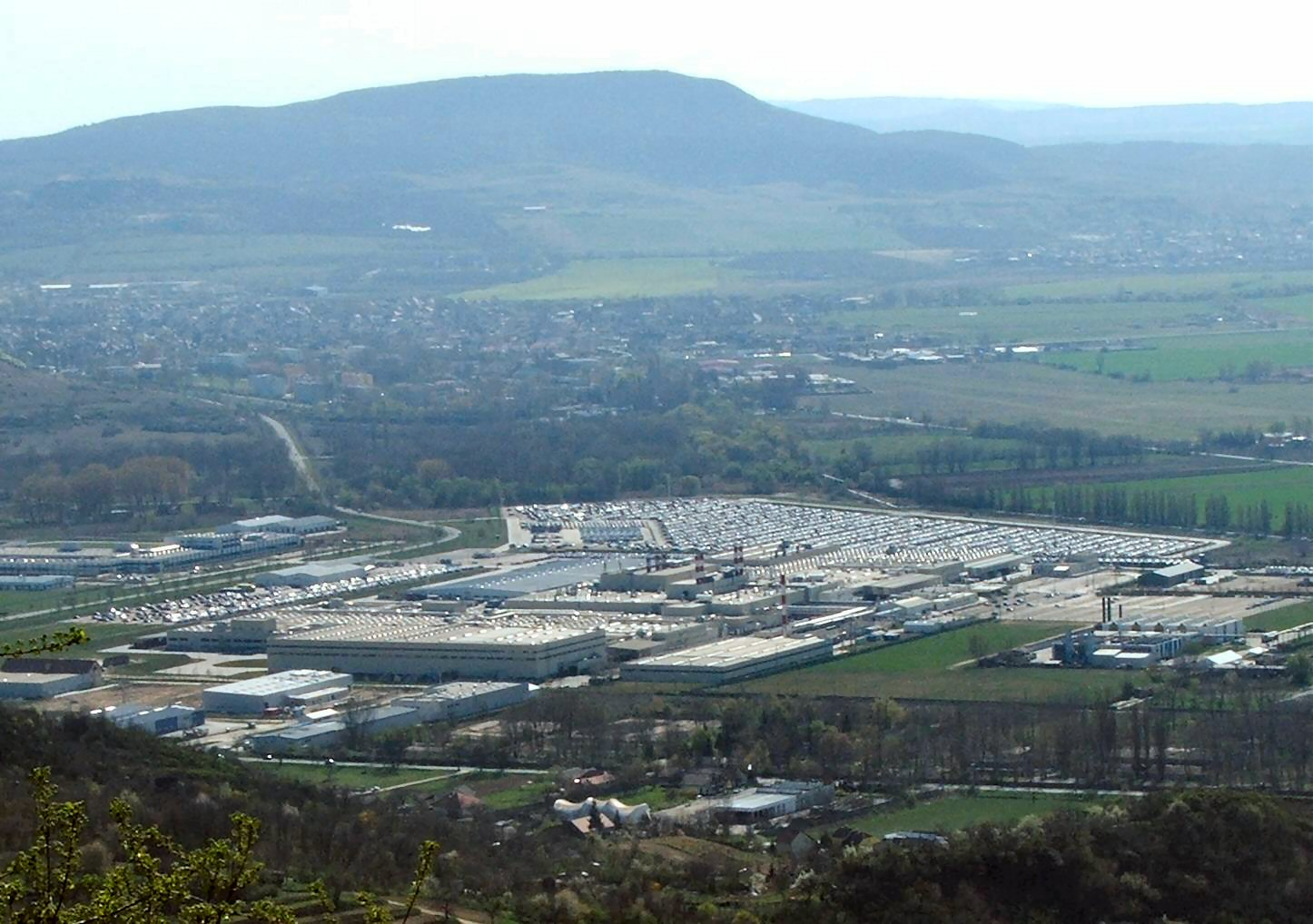
A Magyar Suzuki

A térség mezőgazdasági termelésének fő profilja jelenleg a szántóföldi növénytermelés, illetve jelentős a szőlőtermesztés. Az állattartás a térségre nem jellemző.
Országosan kimagasló a kistérség ipari termelése. Az egy lakosra jutó külföldi tőke nagyságát tekintve, pedig az esztergomi a Közép-Dunántúli Régió első térsége. Ezt követi a Komáromi, majd a Székesfehérvári kistérség. A térségben két ipari park van, az esztergomi, ahol a Suzuki gyár is működik, és a nyergesújfalui. A térség harmadik nagy ipari települése pedig Lábatlan, ahol a cementgyártás és papírgyártás folyik.

## Együttműködések
Határon átnyúló együttműködésről történt megállapodás 2000-ben az Esztergom és Nyergesújfalu Kistérségi Területfejlesztési Társulás, a Párkány központú Déli Régió, valamint Tokod és Tokodaltáró között.

## Demográfia (2009)
| Lakónépesség                                         | 56 840 fő  |
| Népsűrűség                                           | 187 fő/km² |
| Településeinek átlagos népessége                     | 6316 fő    |
| Élveszületés 1000 lakosra (2008)                     | 10,3 fő    |
| Halálozás 1000 lakosra (2008)                        | 12,8 fő    |
| Természetes szaporodás/fogyás 1000 lakosra (2008)    | -2,5 fő    |
| Belföldi vándorlási különbözet 1000 lakosra (2008)   | 5,4 fő     |
| Nemzetközi vándorlási különbözet 1000 lakosra (2008) | 1,7 fő     |
| A 60 éves és idősebb népesség aránya                 | 21,2%      |
| A 14 éves és fiatalabb népesség aránya               | 15,2%      |

## Nevezetességei
Lásd még: Komárom-Esztergom vármegyei múzeumok listája#Esztergom.